# Sinn (Hessen)
Sinn ist eine Gemeinde im mittelhessischen Lahn-Dill-Kreis.

## Geografie

### Geografische Lage
Sinn liegt in 185 bis 356 Meter Höhe am Fuß des Westerwaldes, drei Kilometer südlich von Herborn im Dilltal.

### Nachbargemeinden
Sinn grenzt im Nordosten an die Gemeinde Mittenaar, im Osten an die Gemeinde Ehringshausen, im Süden an die Gemeinde Greifenstein sowie im Nordwesten an die Stadt Herborn (alle im Lahn-Dill-Kreis).

### Gliederung und Einwohnerzahlen
Zur Großgemeinde Sinn (6.585 Einwohner) gehören die Ortsteile
- Edingen (1.176 Einwohner),
- Fleisbach (1.778 Einwohner) und
- Sinn (3.631 Einwohner).

Einwohnerzahlen Stand 31. Dezember 2024

## Geschichte

### Ortsgeschichte
Die fruchtbaren Hänge und Seitentäler des Dilltals waren schon früh besiedelt. Bei Grabungen wurden Anfang der 1950er Jahre Scherben, Reste von Nutzwerkzeugen, Hausgrundrisse, Feuerstellen und auch ein Schmuckstein aus römischer Zeit gefunden. Bodenfunde in der Gemarkung Edingen ziehen sich durch alle Epochen und lassen auf eine dauernde Besiedelung seit dem 4. Jahrhundert vor Christus schließen. Urkunden belegen die Existenz aller drei Teilorte seit dem 13. Jahrhundert.
Edingen und Fleisbach waren von der Landwirtschaft geprägt und bewahrten diese Struktur bis in die Mitte des 20. Jahrhunderts. Sinn hingegen wurde von der industriellen Revolution in der Mitte des 19. Jahrhunderts erfasst. Begünstigt durch den Bergbau im Sieg-Dill-Gebiet siedelten sich ein Hüttenwerk und in dessen Gefolge Gießereien und metallverarbeitende Betriebe an.

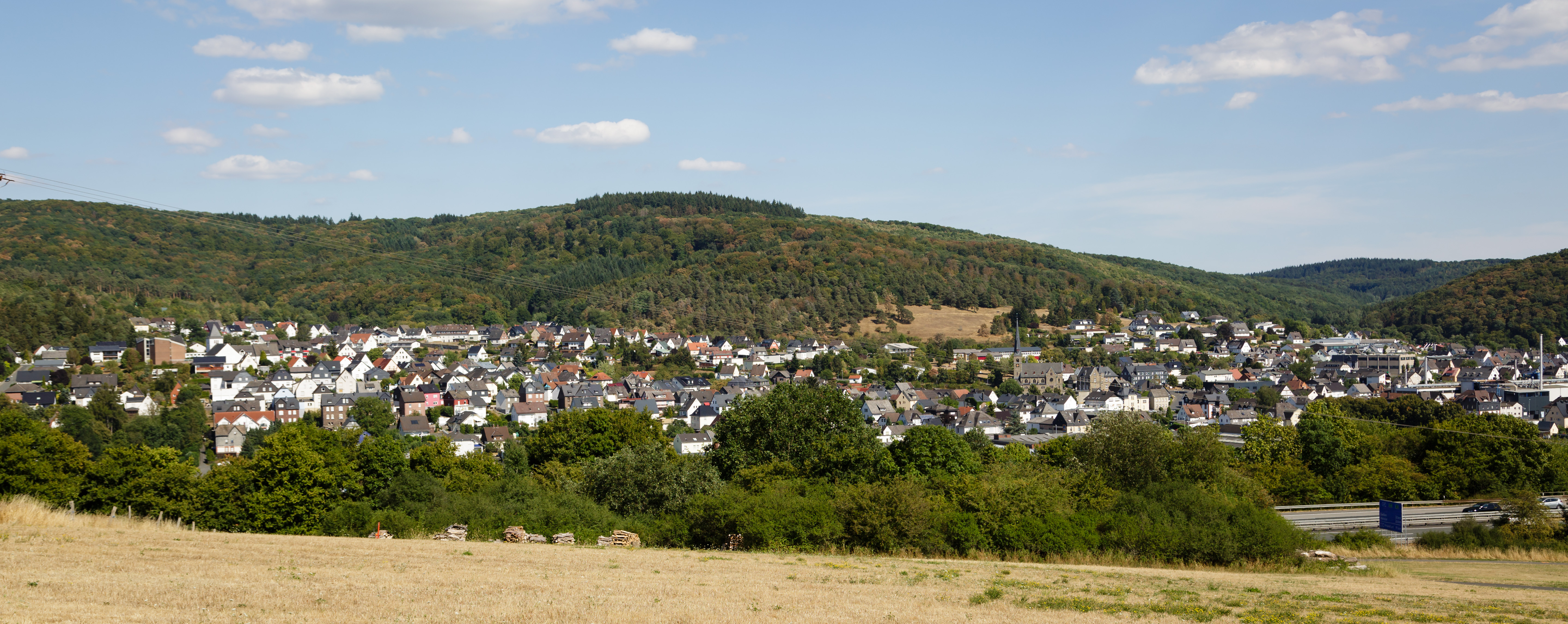
Sinn aus Richtung Westen

Der alte Friedhof mit seinen Grabsteinen spiegelte die Herkunft der in der Sinner Hüttenindustrie beschäftigten „Alt- und Neu-Sinner“ wider. Mittlerweile gibt es nur noch wenige belassene Gräber auf diesem Friedhof, so die der in Sinn verstorbenen Hüttendirektoren des Unternehmens Haas & Sohn, Betreiber der Neuhoffnungshütte. Otto Haas hatte im Beisein von anderen Sinnern noch zu Lebzeiten sein zukünftiges Grab vermessen, indem er sich in die frisch ausgehobene Grube legte. Er war der Überlieferung nach überhaupt ein Spaßvogel; im Winter soll er auf dem zugefrorenen ersten Stippbachsweiher immer Geldmünzen zwischen die Schlittschuhläufer geworfen haben, was zu heftigem Gerangel führte. Zu den vermissten oder entfernten Grabsteinen gehört auch der rötliche, naturbelassene Felsstein auf der Grabstätte des Försters Schiebel. Verschwunden sind so ebenso zwei weiß-schwarz bemalte Holzkreuze, die aus der Zeit von Hans-Erich Hess (auch „Hesz“) als Gemeindepfarrer (1930–1950, Mitglied der Bekennenden Kirche, späterer Oberkirchenrat der Evangelischen Kirche in Hessen und Nassau) stammten und an die Beerdigung von zwei „Russenmädchen“ (Zwangsarbeiterinnen) während des Zweiten Weltkrieges erinnerten.
Der alte Friedhof in Sinn ist ein wichtiges Zeugnis der Ortsgeschichte, obwohl die historischen Grabsteine weitgehend abgetragen wurden. Auch die alte kleine Fachwerkkirche, die seit gut vier Jahrzehnten leer steht und den Weltkriegsgefallenen und -vermissten gewidmet ist, ist ein Geschichtszeugnis; „entkernt“ von dem „Inventar“ aus calvinistisch-nassauischen Zeiten, wurde sie immerhin noch bis in die späten 1950er Jahre genutzt und ursprünglich belassen. Der Schreiber, der Dekan Blöcher und die Diakon-Witwe Weidenbach waren damals die einzigen Teilnehmer an diesen abendlichen Gottesdiensten.
Während des Zweiten Weltkrieges sind Hunderte von US-amerikanischen 1- und 2-Zentner-Bomben auf die Gemeinde Sinn gefallen, es trafen aber nur zwei, die lediglich begrenzten Schaden anrichteten. Der Rest fiel nicht auf die beabsichtigten Ziele, wie etwa die Bahnstrecke Gießen–Köln, oder Industrie- und Wohngebiete von Sinn, sondern ging auf der Hörre zwischen Sinn und Edingen nieder, wo die Bombentrichter noch heute gut sichtbar sind. Blindgänger sind in dieser „Bombentrichterlandschaft unter Wald“ nicht auszuschließen.
Auch aus der kirchenfremden Sinner Arbeiterschaft waren gebildete, gesellschaftlich engagierte Persönlichkeiten herangewachsen, wie der spätere Bürgermeister Reucker (Maschinenschlosser bei Haas & Sohn), der Kommunist Schwan, der viele Sinner in den ersten Nachkriegstagen vor Übergriffen schützte, oder auch der Former Reinhold Simon, der den Sinner Wald, die Natur und die Geschichte der Sinner Vorkriegs-, Kriegs- und Nachkriegszeit besser kannte als andere.
Hessische Gebietsreform (1970–1977)
Im Zuge der Gebietsreform in Hessen wurden am 1. Januar 1977 die bis dahin selbstständigen Gemeinden Edingen und Fleisbach kraft Landesgesetz in die Gemeinde Sinn eingegliedert.  Für alle ehemals eigenständigen Gemeinden wurden Ortsbezirke mit Ortsbeirat und Ortsvorsteher eingerichtet.

### Verwaltungsgeschichte im Überblick
Die folgende Liste zeigt die Staaten bzw. Herrschaftsgebiete und deren untergeordnete Verwaltungseinheiten, denen Sinn angehört{e):
- vor 1739: Heiliges Römisches Reich, Grafschaft/Fürstentum Nassau-Dillenburg, Amt Herborn
- ab 1739: Heiliges Römisches Reich, Fürstentum Nassau-Diez, Amt Herborn
- 1806–1813: Großherzogtum Berg, Département Sieg, Arrondissement Dillenburg, Kanton Herborn
- 1813–1815: Fürstentum Nassau-Oranien, Amt Herborn
- ab 1816: Herzogtum Nassau, Amt Herborn
- ab 1849: Herzogtum Nassau, Kreisamt Herborn
- ab 1854: Herzogtum Nassau, Amt Herborn
- ab 1867: Königreich Preußen, Provinz Hessen-Nassau, Regierungsbezirk Wiesbaden, Dillkreis
- ab 1871: Deutsches Reich, Königreich Preußen, Provinz Hessen-Nassau, Regierungsbezirk Wiesbaden, Dillkreis
- ab 1918: Deutsches Reich, Freistaat Preußen, Provinz Hessen-Nassau, Regierungsbezirk Wiesbaden, Dillkreis
- ab 1932: Deutsches Reich, Freistaat Preußen, Provinz Hessen-Nassau, Regierungsbezirk Wiesbaden, Landkreis Dillenburg
- ab 1933: Deutsches Reich, Freistaat Preußen, Provinz Hessen-Nassau, Regierungsbezirk Wiesbaden, Dillkreis
- ab 1944: Deutsches Reich, Freistaat Preußen, Provinz Nassau, Dillkreis
- ab 1945: Deutsches Reich, Amerikanische Besatzungszone, Groß-Hessen, Regierungsbezirk Wiesbaden, Dillkreis
- ab 1946: Deutsches Reich, Amerikanische Besatzungszone, Hessen, Regierungsbezirk Wiesbaden, Dillkreis
- ab 1949: Bundesrepublik Deutschland, Hessen, Regierungsbezirk Wiesbaden, Dillkreis
- ab 1968: Bundesrepublik Deutschland, Hessen, Regierungsbezirk Darmstadt, Dillkreis
- ab 1977: Bundesrepublik Deutschland, Hessen, Regierungsbezirk Darmstadt, Lahn-Dill-Kreis
- ab 1981: Bundesrepublik Deutschland, Hessen, Regierungsbezirk Gießen, Lahn-Dill-Kreis

### Bevölkerung
Einwohnerentwicklung
| Sinn: Einwohnerzahlen von 1834 bis 2015 | Sinn: Einwohnerzahlen von 1834 bis 2015 | Sinn: Einwohnerzahlen von 1834 bis 2015 | Sinn: Einwohnerzahlen von 1834 bis 2015 | Sinn: Einwohnerzahlen von 1834 bis 2015 |
| --- | --------------------------------------- | --------------------------------------- | --------------------------------------- | --------------------------------------- |
| Jahr |                                         |                                         |                                         | Einwohner                               |
| 1834 | 1834                                    |                                         | 361                                     | 361                                     |
| 1840 | 1840                                    |                                         | 391                                     | 391                                     |
| 1846 | 1846                                    |                                         | 400                                     | 400                                     |
| 1852 | 1852                                    |                                         | 392                                     | 392                                     |
| 1858 | 1858                                    |                                         | 435                                     | 435                                     |
| 1864 | 1864                                    |                                         | 481                                     | 481                                     |
| 1871 | 1871                                    |                                         | 554                                     | 554                                     |
| 1875 | 1875                                    |                                         | 527                                     | 527                                     |
| 1885 | 1885                                    |                                         | 954                                     | 954                                     |
| 1895 | 1895                                    |                                         | 817                                     | 817                                     |
| 1905 | 1905                                    |                                         | 1.474                                   | 1.474                                   |
| 1910 | 1910                                    |                                         | 1.627                                   | 1.627                                   |
| 1925 | 1925                                    |                                         | 1.546                                   | 1.546                                   |
| 1939 | 1939                                    |                                         | 1.759                                   | 1.759                                   |
| 1946 | 1946                                    |                                         | 2.428                                   | 2.428                                   |
| 1950 | 1950                                    |                                         | 2.885                                   | 2.885                                   |
| 1956 | 1956                                    |                                         | 3.514                                   | 3.514                                   |
| 1961 | 1961                                    |                                         | 3.921                                   | 3.921                                   |
| 1967 | 1967                                    |                                         | 4.210                                   | 4.210                                   |
| 1970 | 1970                                    |                                         | 4.141                                   | 4.141                                   |
| 1972 | 1972                                    |                                         | 4.191                                   | 4.191                                   |
| 1976 | 1976                                    |                                         | 6.282                                   | 6.282                                   |
| 1984 | 1984                                    |                                         | 5.889                                   | 5.889                                   |
| 1992 | 1992                                    |                                         | 6.294                                   | 6.294                                   |
| 2000 | 2000                                    |                                         | 6.500                                   | 6.500                                   |
| 2004 | 2004                                    |                                         | 6.630                                   | 6.630                                   |
| 2010 | 2010                                    |                                         | 6.500                                   | 6.500                                   |
| 2015 | 2015                                    |                                         | 6.400                                   | 6.400                                   |
| Datenquelle: Historisches Gemeindeverzeichnis für Hessen: Die Bevölkerung der Gemeinden 1834 bis 1967. Wiesbaden: Hessisches Statistisches Landesamt, 1968. Weitere Quellen: LAGIS; 1972:; 1976:; 1984:; 1992:; 2000,2015:; 2004:; 2010: Ab 1976 einschließlich der im Zuge der Gebietsreform in Hessen eingegliederten Orte. |                                         |                                         |                                         |                                         |

Historische Religionszugehörigkeit
- 1885: 0880 evangelische (= 92,24 %), 74 katholische (= 7,76 %) Einwohner[5]
- 1961: 2576 evangelische (= 65,70 %), 1257 katholische (= 32,06 %) Einwohner[5]

## Politik

### Gemeindevertretung
Die Kommunalwahl am 14. März 2021 lieferte folgendes Ergebnis, in Vergleich gesetzt zu früheren Kommunalwahlen:
| Sitzverteilung 2021 in der Gemeindevertretung SinnInsgesamt 23 Sitze - SPD: 5 - Grüne: 7 - FWG: 5 - CDU: 6 | Parteien und Wählergemeinschaften | Parteien und Wählergemeinschaften           | 2021   | 2021   | 2016   | 2016   | 2011   | 2011   | 2006   | 2006   | 2001   | 2001   |
| Sitzverteilung 2021 in der Gemeindevertretung SinnInsgesamt 23 Sitze - SPD: 5 - Grüne: 7 - FWG: 5 - CDU: 6 | Parteien und Wählergemeinschaften | Parteien und Wählergemeinschaften           | %      | Sitze  | %      | Sitze  | %      | Sitze  | %      | Sitze  | %      | Sitze  |
| Sitzverteilung 2021 in der Gemeindevertretung SinnInsgesamt 23 Sitze - SPD: 5 - Grüne: 7 - FWG: 5 - CDU: 6 | Grüne                             | Bündnis 90/Die Grünen                       | 30,3   | 7      | 12,6   | 3      | 15,5   | 3      | 7,4    | 2      | 7,0    | 2      |
| Sitzverteilung 2021 in der Gemeindevertretung SinnInsgesamt 23 Sitze - SPD: 5 - Grüne: 7 - FWG: 5 - CDU: 6 | CDU                               | Christlich Demokratische Union Deutschlands | 28,1   | 6      | 31,8   | 7      | 38,1   | 9      | 39,7   | 9      | 37,0   | 12     |
| Sitzverteilung 2021 in der Gemeindevertretung SinnInsgesamt 23 Sitze - SPD: 5 - Grüne: 7 - FWG: 5 - CDU: 6 | SPD                               | Sozialdemokratische Partei Deutschlands     | 21,6   | 5      | 30,0   | 7      | 31,4   | 7      | 35,0   | 8      | 36,0   | 11     |
| Sitzverteilung 2021 in der Gemeindevertretung SinnInsgesamt 23 Sitze - SPD: 5 - Grüne: 7 - FWG: 5 - CDU: 6 | FWG                               | Freie Wählergemeinschaft Sinn*              | 20,0   | 5      | 25,7   | 6      | 11,5   | 3      | 9,5    | 2      | 13,4   | 4      |
| Sitzverteilung 2021 in der Gemeindevertretung SinnInsgesamt 23 Sitze - SPD: 5 - Grüne: 7 - FWG: 5 - CDU: 6 | FDP                               | Freie Demokratische Partei                  | —      | —      | —      | —      | 3,5    | 1      | 8,3    | 2      | —      | —      |
| Sitzverteilung 2021 in der Gemeindevertretung SinnInsgesamt 23 Sitze - SPD: 5 - Grüne: 7 - FWG: 5 - CDU: 6 | F.D.B.S.                          | Freie Demokratische Bürgervereinigung Sinn  | —      | —      | —      | —      | —      | —      | —      | —      | 6,7    | 2      |
| Sitzverteilung 2021 in der Gemeindevertretung SinnInsgesamt 23 Sitze - SPD: 5 - Grüne: 7 - FWG: 5 - CDU: 6 | Gesamt                            | Gesamt                                      | 100    | 23     | 100    | 23     | 100    | 23     | 100    | 23     | 100    | 31     |
| Sitzverteilung 2021 in der Gemeindevertretung SinnInsgesamt 23 Sitze - SPD: 5 - Grüne: 7 - FWG: 5 - CDU: 6 | Wahlbeteiligung                   | Wahlbeteiligung                             | 47,2 % | 47,2 % | 43,4 % | 43,4 % | 37,8 % | 37,8 % | 36,9 % | 36,9 % | 45,0 % | 45,0 % |

* 2001: Freie Wählergemeinschaft Sinn / Unabhängige Bürgerliste Sinn (FWG/ UBLS)

### Bürgermeister
Nach der hessischen Kommunalverfassung wird der Bürgermeister für eine sechsjährige Amtszeit gewählt, seit dem Jahr 1993 in einer Direktwahl, und ist Vorsitzender des Gemeindevorstands, dem in der Gemeinde Sinn neben dem Bürgermeister ehrenamtlich ein Erster Beigeordneter und fünf weitere Beigeordnete angehören. Bürgermeister ist seit dem 1. Oktober 2024 der parteiunabhängig angetretene Michael Krenos, der in der Kommunalpolitik zuletzt Fraktionsvorsitzender der SPD war. Er setzte sich am 9. Juni 2024 im ersten Wahlgang gegen Amtsinhaber Hans-Werner Bender, der sich um eine dritte Amtszeit beworben hatte, bei 63,9 Prozent Wahlbeteiligung mit 58,1 Prozent der Stimmen durch.
Amtszeiten der Bürgermeister
- 2024–2030 Michael Krenos[19]
- 2012–2024 Hans-Werner Bender[20]
- 1994–2012 Hubert Koch (SPD)[23]

### Wappen
Am 17. November 1959 genehmigte der Hessische Minister des Innern das Wappen mit folgender Beschreibung:
| Wappen von Sinn | Blasonierung: „In einem von Gold und Blau gevierten Schild ein silberner, schräglinks geleiteter Fluss zwischen zwei schwarzen, rot gefüllten Gießkellen im ersten und vierten Wappenfeld.“ |
| Wappen von Sinn | |

## Kultur und Sehenswürdigkeiten

### Bauwerke
Mit dem Gebäudeensemble Rudolfstraße/Hansastraße besitzt die Gemeinde Sinn ein historisches Ortsbild, das überregional ein Alleinstellungsmerkmal aufweist und daher als Ganzes denkmalgeschützt und erhaltungswürdig ist.
Um die herrschaftliche Anlage Park und Villa Haas (Architekt Ludwig Hofmann) reihen sich aufwendig und individuell gestaltete Villen der leitenden Beamten und Angestellten, von denen anfänglich eine Residenzpflicht erwartet wurde. In direktem Bezug hierzu ist die ehemalige gegenüberliegende Neuhoffnungshütte zu sehen, die auch eine Menage und eine Konsumanstalt beherbergte. Das vorgelagerte Schlafhaus sowie ein Palmenhaus mit Park- und Werksgärtnerei wurden in den 1960er und -80er Jahren abgerissen, da ihre geschichtliche Bedeutung durch mangelnde gesellschaftliche Relevanz damals im Denkmalschutz noch nicht genügend verankert war.
Alle verbliebenen Bauwerke mit Annexbauten zeigen durch Veranden, Terrassen, Loggien und Erkern sowie unterschiedlichsten Dachformationen ein hohes Maß an Individualität. Dies kommt anschaulich z. B. bei den freistehenden Gebäuden Rudolfstraße 4 und 6 zum Ausdruck. Das Erstere, mit vom englischen Cottagestil beeinflussten Landhauscharakter, betont allein schon durch das Bauvolumen die betriebliche Hierarchie. Das Nachbarhaus dagegen verfügt über späthistoristische Elemente des Heimatstiles wie z. B. Fachwerk.
Im Vergleich zur Beamtensiedlung Bliersheim ist die Gesamtanlage Rudolfstraße/Hansastraße noch heute bewohnt und durch Privatinitiative saniert, rekonstruiert und in der Originalsubstanz sorgfältig restauriert.
Die auf Abstand gebauten Doppelhäuser der Hansastraße für die Arbeiterschaft dokumentieren nicht nur die überkommene Klassengesellschaft Bismarckscher Prägung. Sie waren durch ihren Wohnungsstandard mit fließend Wasser, Elektrizität, Bad und WC zur Zeit des Wilhelminischen Kaiserreiches fortschrittlich. Die reiche Architektur der beiden von Ludwig Hofmann im Stil der Neorenaissance geschaffenen Villen Rudolfstraße 1 und 8 ist auch hier, wenn auch reduziert, in den Backsteinfassaden und Blendbögen wiederzufinden.
Die von altem Baumbestand und gepflegten Gärten geprägte Gesamtanlage enthält auch Einzeldenkmale. Dazu gehört ein chinesisches Teehaus, das schmiedeeiserne Hauptportal der Villa Haas sowie der umzäunte Park mit vielen Stilelementen und Staffageobjekten, welcher vom Dilltal begrenzt in den Naturpark Lahn-Dill-Bergland übergeht.
Ebenfalls von Ludwig Hofmann geplant, wurde um 1900 der im Ortszentrum liegende Gebäudekomplex Neue Evangelische Kirche und Schule errichtet. Direkt daneben befindet sich eine Fachwerkkirche aus dem Jahre 1631 mit Stuckarbeiten des Dillenburger Künstlers Philipp Seiler.
Am nordwestlichen Ortseingang von Sinn dominiert als Zeichen der Industriekultur das ehemalige Verwaltungsgebäude von Haas & Sohn. 1961–63 vom Architektenteam Fehling & Gogel errichtet, entspricht es dem Ideal der europäischen Moderne der 1920er Jahre. Das ehemals in der horizontalen Fassadenstruktur geklinkerte und nun weiß gebänderte 8-stöckige Hochhaus hat sein Vorbild im Research Tower des Johnson Wax Headquarters von Frank Lloyd Wright, dessen neuer amerikanischer Baustil nach dem Zweiten Weltkrieg von den Europäern kopiert und weiterentwickelt wurde. Als Folgeauftrag wurde ebenfalls in Sinn (Mittlere Hochstrasse) 1964 das Haus Donges gebaut, welches an die Usonia Houses von Frank Lloyd Wright erinnert. Am Köding befindet sich der von Fehling & Gogel errichtete Erweiterungsbau des Hauses Koch. Spitzgiebelhaus und polygonaler Anbau zeigen hier aber die Grenzen von gelungenem Raumempfinden, Bauästhetik und Einbindung in die Umgebung auf.

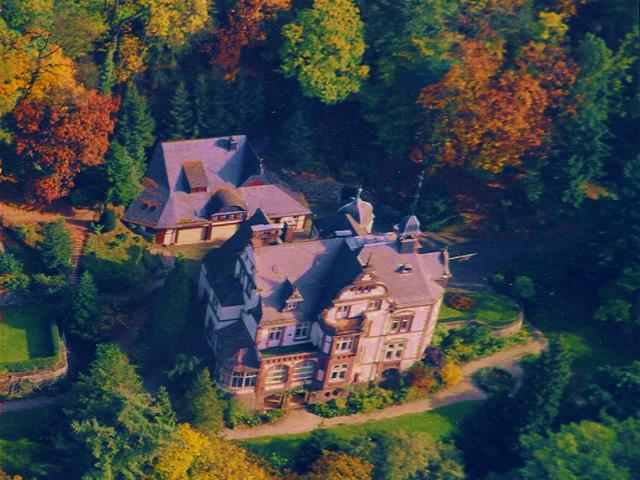
Villa Haas, Luftbild
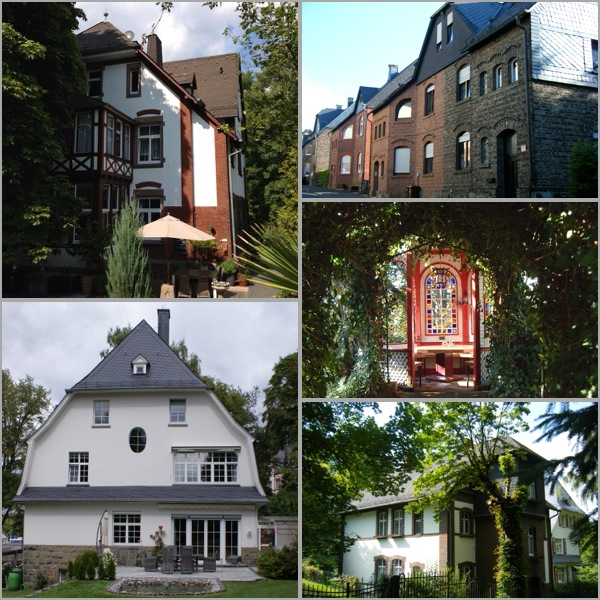
Denkmalgeschützte Gesamtanlage Rudolfstraße/Hansastraße – vom Historismus zur Moderne
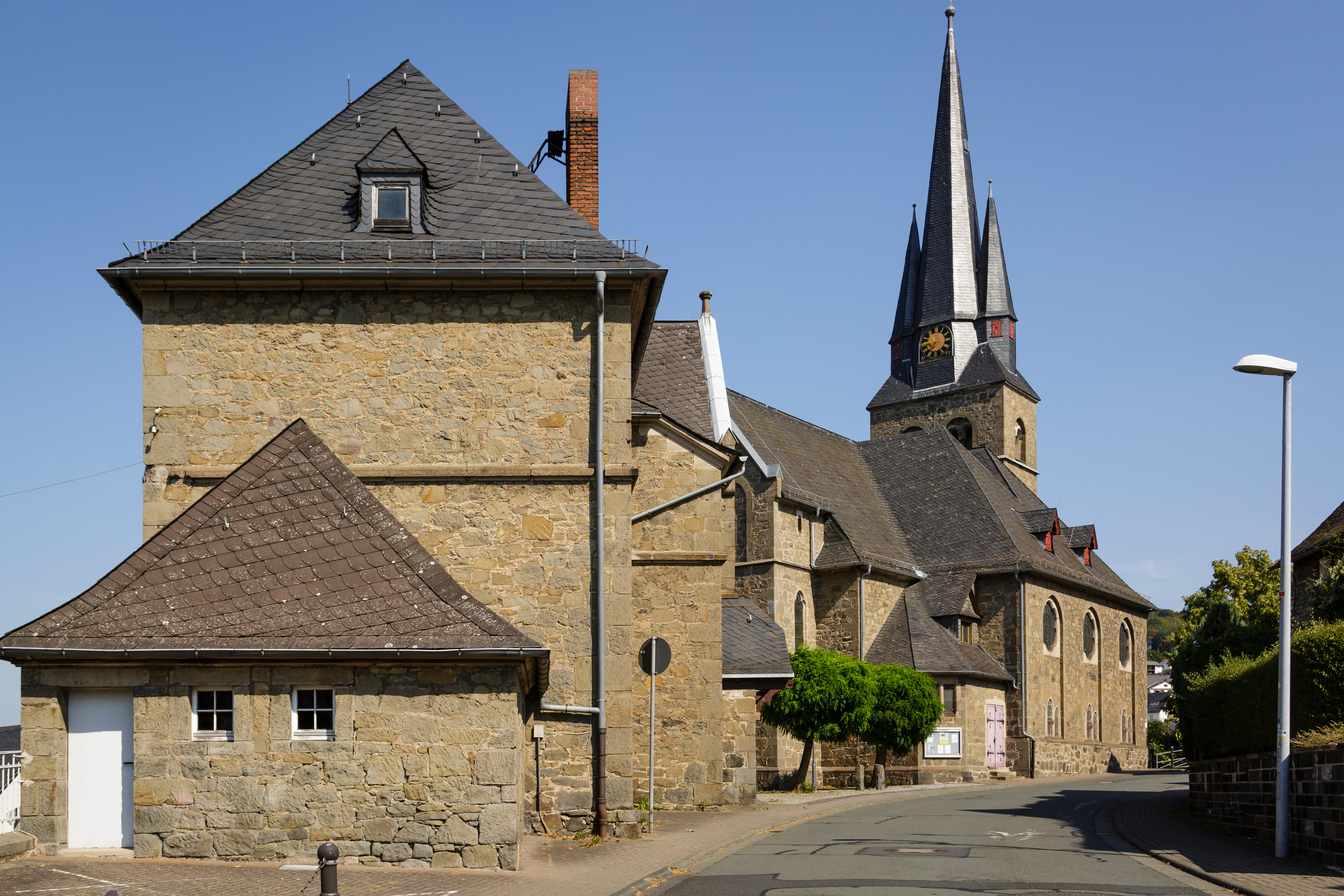
Gebäudekomplex Neue Evangelische Kirche und Schule
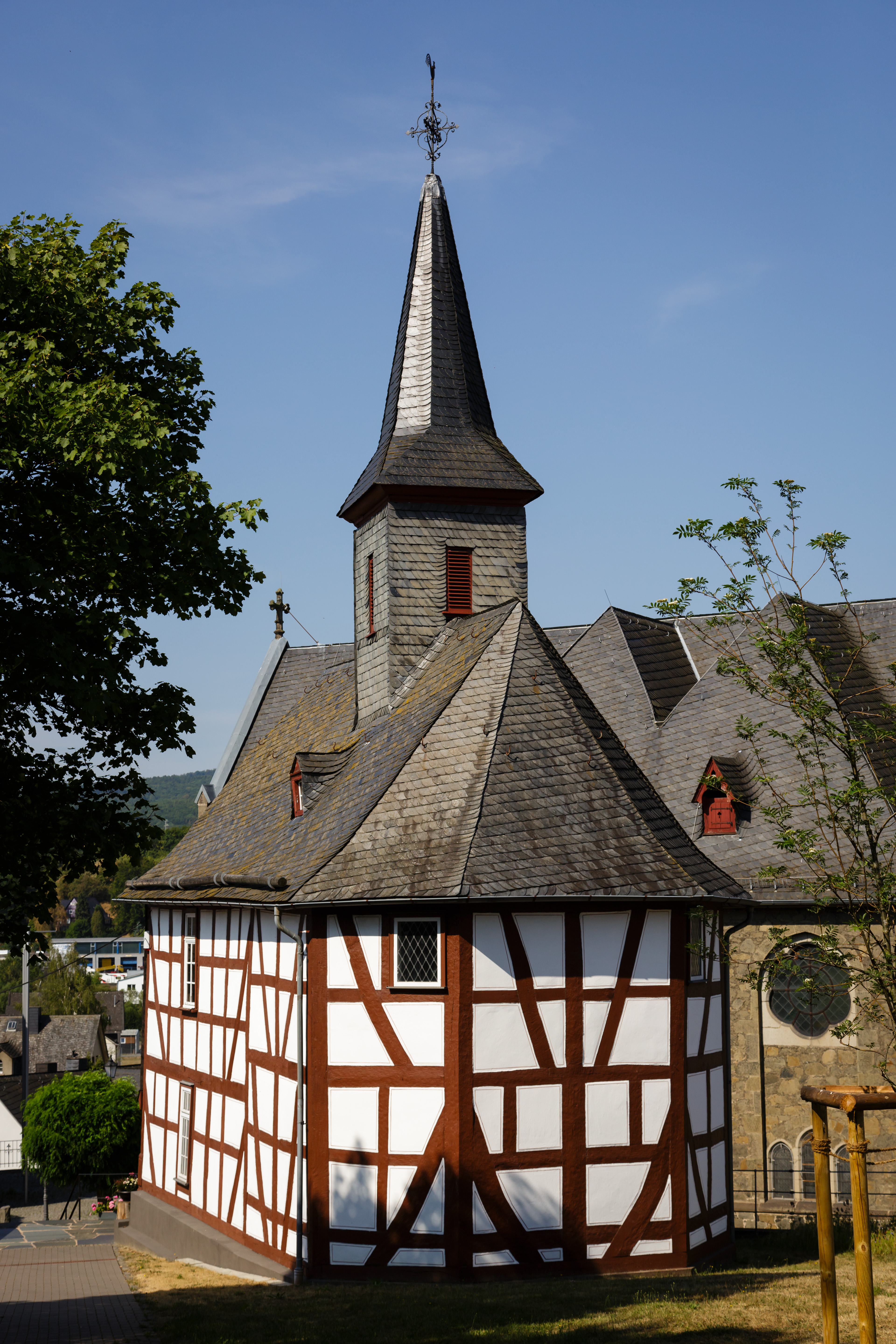
Evangelische Kapelle

### Kulturdenkmäler in Sinn
Siehe: Liste der Kulturdenkmäler in Sinn

### Naturdenkmäler in Sinn
Siehe: Liste der Naturdenkmäler in Sinn

## Wirtschaft und Infrastruktur

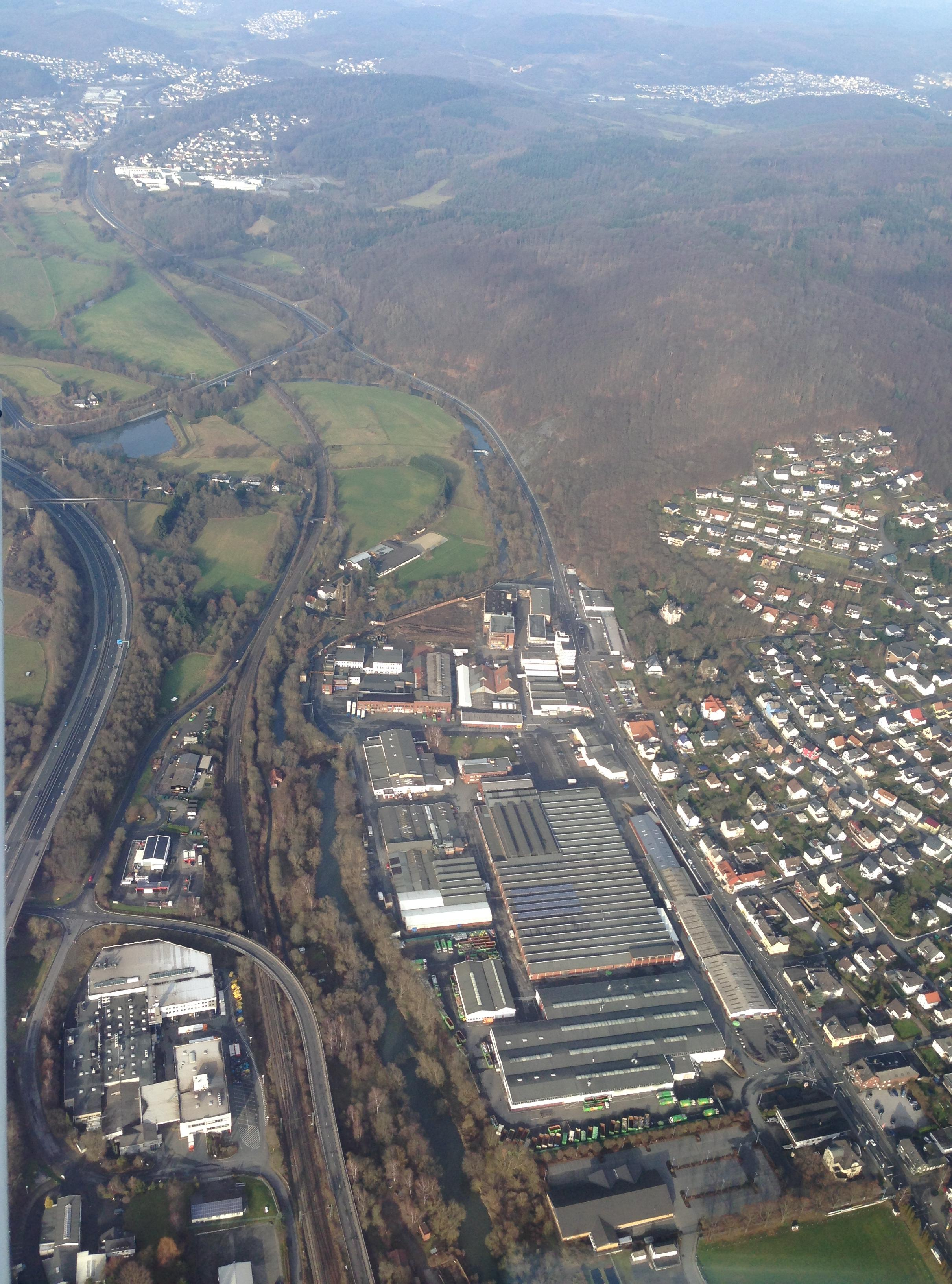
Gemeinde Sinn (Hessen), Luftbild aus 2100 ft in Richtung Herborn mit Dilltal; Gewerbezone der ehemalige Neuhoffnungshütte Haas & Sohn mit Verkehrsanbindung

Während Edingen und Fleisbach mit dem Niedergang der Landwirtschaft nach dem Zweiten Weltkrieg zu Wohngemeinden wurden, ist Sinn weiterhin ein bedeutender Industriestandort. Dabei spielt die Gießerei nach wie vor eine wichtige Rolle, unter anderem ist in Sinn die weltweit älteste bestehende Kirchenglockengießerei, die Glocken- und Kunstgießerei Rincker, beheimatet. Zur Gießereitechnik gehören auch der Modell- und Formenbau und der Armaturenbau. Weitere ansässige Branchen sind Antriebs- und Steuerungstechnik, Maschinenbau, Werkzeug- und Vorrichtungsbau, Umformtechnik, Galvanotechnik sowie die Mess- und Regelungstechnik. Sinn verfügt über attraktive Gewerbezonen zur Neuansiedlung.

### Verkehr
Die Gemeinde ist mit der vier Kilometer entfernten Anschlussstelle Herborn-Süd der A 45 (Sauerlandlinie) an das Fernstraßennetz angeschlossen. Durch den Ort führt die B 277 Dillenburg–Wetzlar.
In den Ortsteilen Sinn und Edingen befinden sich Stationen an der Dillstrecke, Regionalbahnen der RMV-Linie 40 Siegen – Gießen halten hier. Die nächsten Großflughäfen (in Frankfurt, Köln, Dortmund) sind in ungefähr einer Stunde erreichbar.

### Bildung
Neue Friedensschule (Grund-, Haupt- und Realschule) mit Standorten in Sinn, Fleisbach, Hörbach und Merkenbach. Am Johanneum Gymnasium im benachbarten Herborn können Schüler die allgemeine Hochschulreife erlangen.

### Freizeit
Sinn verfügt über ein reges Vereinsleben mit vielseitigen kulturellen Veranstaltungen. Es gibt etliche Sportanlagen wie Tennisplätze, Waldschwimmbad, Fußballplatz, Skatepark, Reitanlage etc.
Die Gemeinde ist umgeben von drei Seiten des Naturpark Lahn-Dill-Bergland. Eine Vielzahl von gekennzeichneten Wanderwegen wie z. B. der Jakobusweg, der Dernbachwiesenweg oder die historische „Hohe Straße“ (Preußenrennweg) erschließen die Naturschönheiten rund um Sinn. Das 10 km lange Stippachtal bietet neben vielen Biotopen und Angelteichen auch botanische Raritäten wir Orchideen und Seidelbast.

## Persönlichkeiten
- Ludwig Cunz (1776–1848), Gutsbesitzer und Mitglied des Nassauischen Landtags
- Philipp Rincker (1795–1868), Glockengießer in Sinn und Landtagsabgeordneter
- Friedrich Daniel Treupel (1826–1887), Hüttenbesitzer und Abgeordneter des Provinziallandtages der Provinz Hessen-Nassau
- Rudolf Haas (1843–1916), Geheimer Kommerzienrat, Montanunternehmer
- Otto Rudolf Haas (1878–1956), Geschäftsführender Gesellschafter W. Ernst Haas & Sohn
- Helmut Prawitz (1893–1982), Träger des Bundesverdienstkreuzes und Ehrenbürger der Gemeinde Sinn
- Dirk Michel (* 1945), Hockeyspieler
- Bernd Rauch (* 1943), Architekt, Träger des Bundesverdienstkreuzes, Ehrenvizepräsident des FC Bayern München